# Nhạc đại chúng
Nhạc đại chúng hay nhạc bình dân, nhạc quần chúng, hay ở Việt Nam và một số nước đồng nhất với nhạc nhẹ, là bất kỳ thể loại nhạc nào "có sức hút rộng khắp" và thường được phân phối đến lượng khán giả lớn thông qua ngành công nghiệp âm nhạc. Nó trái ngược với cả nhạc nghệ thuật và nhạc dân gian, những thể loại nhạc mà thường được phổ biến thông qua học tập, hay hình thức truyền miệng hướng tới lượng khán giả nhỏ hơn, mang tính địa phương. Mặc dù nhạc đại chúng hay nhạc nhẹ đôi khi được hiểu như là "nhạc pop" nhưng hai thuật ngữ này không thể hoán đổi cho nhau được. Nhạc đại chúng là một thuật ngữ chung về âm nhạc của mọi lứa tuổi hướng tới những thị hiếu phổ thông, đại chúng, trong khi nhạc pop thường chỉ đến một thể loại âm nhạc cụ thể. Nhạc pop là một phần của nhạc đại chúng, nhạc đương đại.
Nhạc đại chúng là một trong 3 dòng nhạc phổ biến trên thế giới, nó nằm giữa nhạc dân gian (thường có tính giới hạn địa phương và bình dân nhất) và nhạc cổ điển (có tính hàn lâm) nhưng có tính phổ quát nhất trên toàn cầu. Thường các tác phẩm nhạc đại chúng được hiểu là nhạc sáng tác theo các trào lưu sau nhạc cổ điển, nhưng có thể có sự pha trộn với nhạc cổ điển và nhạc dân gian - cổ truyền.